# Portret van een man met handschoenen in de hand
Portret van een man met handschoenen in de hand is een schilderij toegeschreven aan Rembrandt in het Metropolitan Museum of Art in New York

## Voorstelling
Het stelt een man voor gekleed in een zwarte jas met een platte, witte kraag met akertjes en een breedgerande, zwarte hoed. In zijn handen houdt hij een paar handschoenen vast. Wie de man is, is onbekend. In het verleden werd hij wel geïdentificeerd als Cornelius Jansenius.

## Toeschrijving en datering
Het schilderij is rechtsonder gesigneerd ‘Rembran[dt] / f· 16[4]8’. Dit opschrift is niet volledig leesbaar, maar de stijl en uitvoering van het werk komen voldoende overeen met Rembrandts werken uit de jaren 1645-1650 om het jaartal te lezen als 1648.

## Herkomst
De vroegst bekende eigenaar was Jacobus I, vorst van Monaco en 4e hertog van Valentinois. Op 22 januari 1812 werd het voor 5.071 frank verkocht op de verkoping van een zekere ‘monsieur de Séréville’ bij veilinghuis Paillet in Parijs aan Lebrun voor de verzameling van Charles-Maurice de Talleyrand. In 1831 werd het voor 500 livres verkocht aan de Britse bankier Alexander Baring, 1e Baron Ashburton. Daarna hing het tot 1907 in het buitenverblijf van de familie Baring, The Grange bij Northington in het graafschap Hampshire. Dat jaar verkocht de toenmalige eigenaar, Francis Denzil Edward Baring, 5e Baron Ashburton, het werk aan kunsthandel Sulley and Co. in Londen. Later was het in het bezit van kunsthandel Charles Sedelmeyer in Parijs, die het in 1909 voor 125.000 dollar verkocht aan de New Yorkse verzamelaar Benjamin Altman. Deze liet het in 1913 na aan het Metropolitan Museum of Art.